# Elisabeth Hahn
Elisabeth Hahn (geboren 14. Dezember 1883 in Stuttgart; gestorben 16. Januar 1967 in Plochingen) war eine deutsche Malerin, Grafikerin und Kunsthandwerkerin.

## Leben
Jugend und Ausbildung
Elisabeth Hahn studierte von 1899 bis 1903 bei dem Genremaler Gustav Igler. Von 1903 bis 1905 studierte sie an der 1901 neu gegründeten Königlichen Kunstgewerblichen Lehr- und Versuchswerkstätte Stuttgart bei Bernhard Pankok. Anschließend setzte sie ihr Studium von 1913 bis 1918 an der Akademie der Bildenden Künste Stuttgart bei Heinrich Altherr und Adolf Hölzel fort. Belegt ist, dass Elisabeth Hahn seit 1913 zusammen mit Clara Rühle und Olly Waldschmidt-Schwarz bei Hölzel studierte.
Kunsthandwerkerin und Malerin
Zusammen mit der befreundeten Innenarchitektin Grete Uhland unter Leitung von Mies van der Rohe richtete Elisabeth Hahn die Textil-Abteilung des Deutschen Pavillons der Weltausstellung 1929 in Barcelona ein.
In der Malerei widmete sich Elisabeth Hahn der Porträt-, Landschafts- und Blumenmalerei. So schaffte sie z. B. ein Gemälde des Architekten Albert Eitel (1928) und zahlreiche Darstellungen aus der Umgebung Stuttgarts, der Inseln Sylt, Usedom und Hiddensee. Auch Blumenstücke und Stillleben gehörten zu ihrem Repertoire. 1936 entstand das Ölgemälde Baustelle Autobahn Drackensteiner Hang.
Hahn war mit den Künstlerkolleginnen Luise Deicher, Maria Hiller-Foell, Manfred Pahl und Clara Rühle befreundet.
Sie gab auch Unterricht im Malen und Zeichnen. Julia Hauff war eine ihrer Schülerinnen.
Mitgliedschaften
Hahn war von 1915 bis 1927 Mitglied im überregionalen Frauenkunstverband. Er war 1913 in Frankfurt am Main gegründet worden, „um Künstlerinnen die Vertretung auf großen Ausstellungen zu erleichtern, zugleich aber auch sichtend in die weibliche Malerei einzugreifen“.
Seit 1928 war Hahn Mitglied im Württembergischen Malerinnenverein. Nach der durch das Gleichschaltungsgesetz erzwungenen Neuwahl des Vorstandes war Elisabeth Hahn ab 1934 Mitglied des Vereinsvorstandes. Am 24. September 1945 fand die erste ordentliche Mitgliederversammlung mit 24 Künstlerinnen statt. Elisabeth Hahn wurde in den ersten Ausschuss gewählt. Die amerikanische Militärregierung bestätigte im November 1945 den Vorstand, die Neufassung der Satzung und die Namensänderung des Vereins in Bund Bildender Künstlerinnen Württembergs e. V. (BBK/W). Von 1946 bis 1948 war Hahn Vorsitzende, danach weiterhin Mitglied des Vereinsausschusses. Bis 1963 war sie Mitglied des BBK/W und hatte ein Atelier im Atelierhaus.
Seit 1945 war Hahn Mitglied im Verband Bildender Künstler Württembergs (heute Verband Bildender Künstler und Künstlerinnen Württembergs).
Privates
1955 zog Hahn von Stuttgart nach Plochingen um.

## Ausstellungen
Elisabeth Hahn beteiligte sich mit eigenen Werken in folgenden Ausstellungen:
- 1912, 1916 Ausstellungen des Württembergischen Kunstvereins Stuttgart.
- 1915 Ausstellung des Frauenkunstverbandes in Stuttgart – vertreten mit Bildnis Prof. Sch., Winterlandschaft, Selbstbildnis.
- 1916 Ausstellung des Frauenkunstverbandes im Badischen Kunstverein Karlsruhe.
- 1916 Ausstellung des Frauenkunstverbandes in Mannheim.
- 1925 Ausstellung im Kunsthaus Schaller.
- 1927 Stuttgarter Sezession und Jubiläums-Ausstellung des Württembergischen Kunstvereins im Kunstgebäude Stuttgart.
- 1933 Württembergische Kunstschau
- 1966 Ausstellung des BBK/W im Kunstgebäude Stuttgart
- 1980 Donnerstags-Galerie zusammen mit Werken von Maria Hiller-Foell und Helene Wagner, Ausstellung des BBK/W im Atelierhaus, Stuttgart.

## Werke
Folgende Werke von Elisabeth Hahn sind in öffentlichem Besitz:
Galerie der Stadt Stuttgart
- Stuttgart im Schnee I, ohne Jahr, Öl auf Leinwand.
- Pfingstrosen, ohne Jahr, Öl auf Leinwand.
- Stuttgart im Schnee II, ohne Jahr, Öl auf Leinwand.
- An der Ostsee, ohne Jahr, Aquarell auf Papier.
- Bei Usedom, ohne Jahr, Radierung auf Papier.

Regierungspräsidium Stuttgart
- Wiesenblumen, ohne Jahr, Öl auf Leinwand.
- Auf Sylt, 1937, Aquarell auf Papier.

Stadtarchiv Stuttgart
- Porträt des Architekten Albert Eitel, 1928, Öl auf Leinwand.

Bund Bildender Künstlerinnen Württembergs
- Porträt eines Mannes mit Schnauzbart, ohne Jahr, Kohle auf Papier.
- Hiddensee, 1935, Radierung auf Papier.
- Baustelle Autobahn Drackensteiner Hang, 1936, Öl auf Hartfaserplatte.
- Baustelle Autobahn Drackensteiner Hang, 1936, Kohle auf Papier.[12]
- Drackenstein, 1936, Kohle auf Papier.
- Sylt, 1937, Radierung auf Papier.
- Selbstporträt, 1940, Öl auf Leinwand und Spanplatte.
- Blumenstrauß mit Phlox, 1940, Öl auf Leinwand.
- Alblandschaft, 1953, Öl auf Leinwand.
- Landschaft mit Blick auf den Neuffen, 1953, Aquarell auf Papier.

## Weblink
- Hahn, Elisabeth. In: Allgemeines Künstlerlexikon online. De Gruyter, abgerufen am 17. März 2021.